# Канамасас, Серхио
Серхио Канамасас (род. 30 апреля 1988, Барселона) — испанский автогонщик.

## Карьера

### Формула-3
В 2007 г. Канамасас дебютировал в формульных гонках, приняв участие в Испанской Формуле-3 в составе команды Cetea Sport. Следующие 2 года он продолжал выступать в этой серии.

### Формула-Рено 3.5
В марте 2010 г. Канамасас принял участие в предсезонных тестах Формулы-Рено 3.5 в Барселоне, Хересе и Арагоне в составе команд Fortec Motorsport, ISR Racing и SG Formula. За неделю до начала сезона Серхио был объявлен боевым пилотом команды FHV Interwetten.com, его партнёром по команде стал чемпион Открытого чемпионата Евроформулы 2009 года Бруно Мендес. В 16 проведённых гонках Канамасас не смог набрать очков, лучшим результатом для него стало 14-е место в гонке на трассе Маньи-Кур.
В следующем 2011 г. Канамасас перешёл в команду BVM-Target, став партнёром по команде Даниэля Дзампьери. На этапе на Хунгароринге Серхио побывал на подиуме, по итогам сезона занял 8-е место.

### GP2
На 8-м этапе чемпионата GP2 2012 года Канамасас дебютировал в серии в составе команды Lazarus, заменив Фабрицио Крестани. В проведённых 10 гонках Серхио не смог набрать ни одного очка.
В 2013 г. Серхио принимал участие в серии за команду Caterham, результатов не добился — за сезон сумел набрать только 3 очка.
В 2014 г. Канамасас стал пилотом команды Trident Racing. В этом сезоне Серхио впервые поднялся на подиум — занял 2-е место в гонке на этапе в Монако. Во второй гонке на этапе в Монце Канамасас был дисквалифицирован за опасное вождение, которое привело к сходу с дистанции нескольких других пилотов, в том числе его напарника по команде Джонни Чекотто-мл. По итогам сезона занял 14-е место.

## Результаты выступлений
| Сезон | Серия                          | Команда              | Гонки | Победы | Поулы | Л/Круги | Подиумы | Очки | Место |
| ----- | ------------------------------ | -------------------- | ----- | ------ | ----- | ------- | ------- | ---- | ----- |
| 2007  | Испанская Формула-3            | Cetea Sport          | 8     | 0      | 0     | ?       | 1       | 9    | 8     |
| 2008  | Испанская Формула-3            | Cetea Sport          | 14    | 0      | 0     | 0       | 0       | 0    | 29    |
| 2009  | Открытый чемпионат Евроформулы | emiliodevillota.com  | 16    | 0      | 0     | 1       | 3       | 54   | 6     |
| 2010  | Формула-Рено 3.5               | FHV Interwetten.com  | 16    | 0      | 0     | 0       | 0       | 0    | 25    |
| 2011  | Формула-Рено 3.5               | BVM–Target           | 17    | 0      | 1     | 2       | 1       | 69   | 8     |
| 2012  | GP2                            | Venezuela GP Lazarus | 10    | 0      | 0     | 0       | 0       | 0    | 27    |
| 2013  | GP2                            | Caterham Racing      | 22    | 0      | 0     | 0       | 0       | 3    | 25    |
| 2014  | GP2                            | Trident              | 19    | 0      | 0     | 0       | 1       | 29   | 14    |
| 2015  | GP2                            | MP Motorsport        | 18    | 0      | 0     | 0       | 1       | 27   | 15    |
| 2015  | GP2                            | Daiko Team Lazarus   | 18    | 0      | 0     | 0       | 1       | 27   | 15    |
| 2015  | GP2                            | Hilmer Motorsport    | 18    | 0      | 0     | 0       | 1       | 27   | 15    |
| 2016  | GP2                            | Carlin               |       |        |       |         |         |      |       |